# Cristatopalpus olivens
Cristatopalpus olivens — вид совкових з підродини совок-п'ядунів який зустрічається у Папуа Новій Гвінеї. Належить до монотипового роду Cristatopalpus. 
Близький до роду Idia, з яким має монофілетичне походження. 
Тіло метелика кремезне, густо вкрите лусочками. Розмах крил — 4 см. Голова сірувато або червонувато-брунатна, вкрита довгими волоскоподібними лусочками. Антени двобічно гребінчасті. Груди червоно-брунатні, черевце спереду світло-сіре, задні сегменти бурі.